# Papilio menestheus
Espèce
Papilio menestheus ou Machaon empereur occidental est une espèce de lépidoptères (papillons) de la famille des Papilionidae. Cette espèce est présente en Afrique de l'Ouest et en Afrique centrale : Sénégal, Guinée-Bissau, Guinée, Sierra Leone, Liberia, Côte d'Ivoire, Ghana, Bénin, Togo, Nigéria, Cameroun, Guinée équatoriale, Gabon. L'espèce vit dans les forêts et tolère les habitats dégradés, tant que la canopée reste intacte.

## Description

### Imago
Le dimorphisme sexuel est faible. À l'avers les ailes sont noires. Les ailes antérieures portent une bande blanche ou crème morcelée et une série de macules submarginales de même couleur. La cellule contient de fines rayures longitudinales et deux macules blanches ou crème. Les ailes postérieures ont des queues légèrement spatulées, portant deux demi-point blancs marginaux à l'extrémité. Les ailes postérieures sont un peu plus claires dans l'aire basale, elles portent une bande crème et une série de macules submarginales arrondies de même couleur, un point noir encadré d'une lunule orange et d'une lunule bleue dans l'angle anal et un point orange surmonté d'une lunule bleu près de la marge supérieur de l'aile.

Au revers les ailes sont plus claires. Le noir est remplacé par du marron. Les motifs des ailes antérieures sont similaires mais les macules de la cellules sont plus larges et les rayures de la cellule sont plus visibles. Les ailes postérieures ont des rayures crème dans l'aire basale et portent des lunules bleues supplémentaires. Le corps est noir au-dessus et crème en-dessous,.

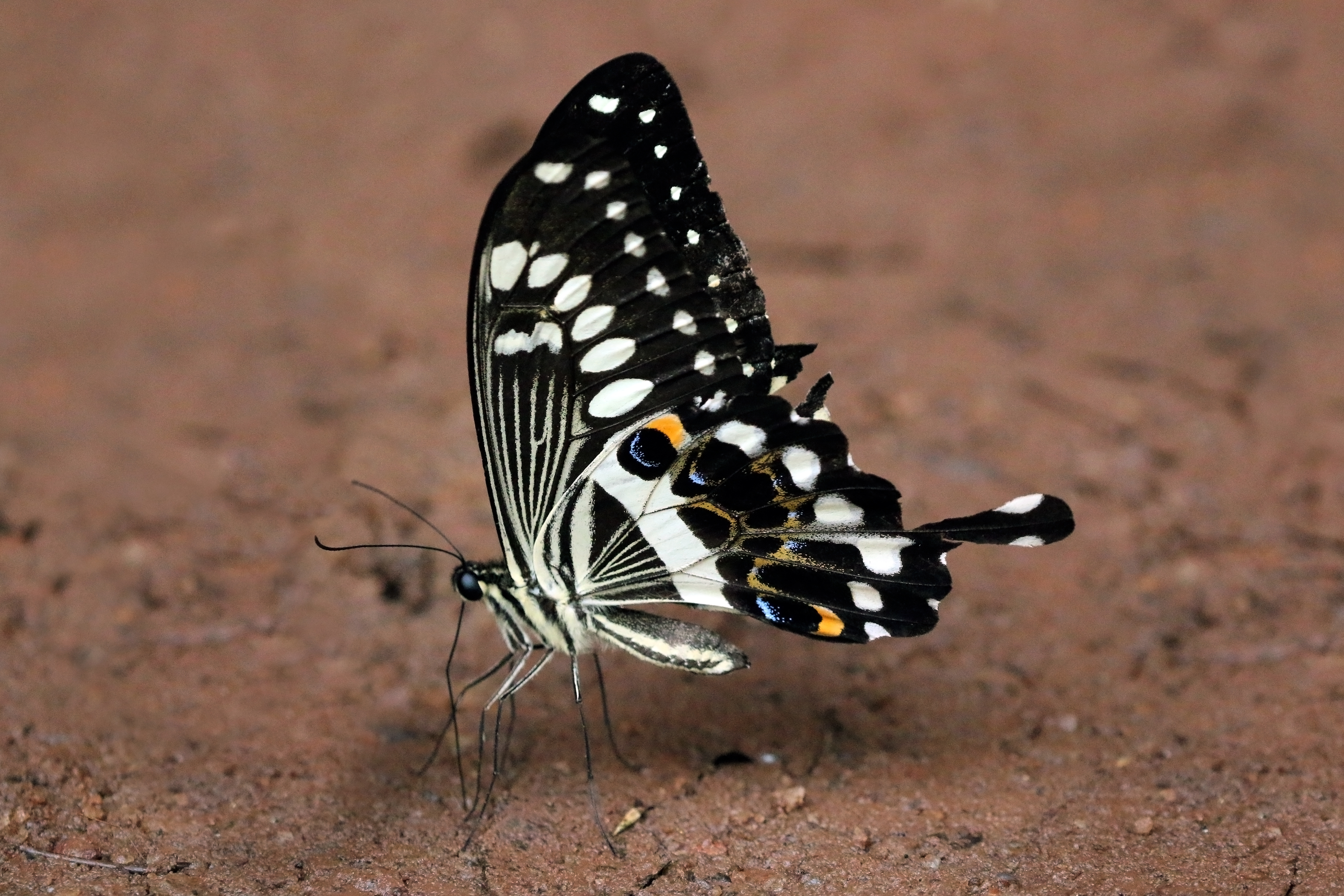
Papilio menestheus, ailes repliées
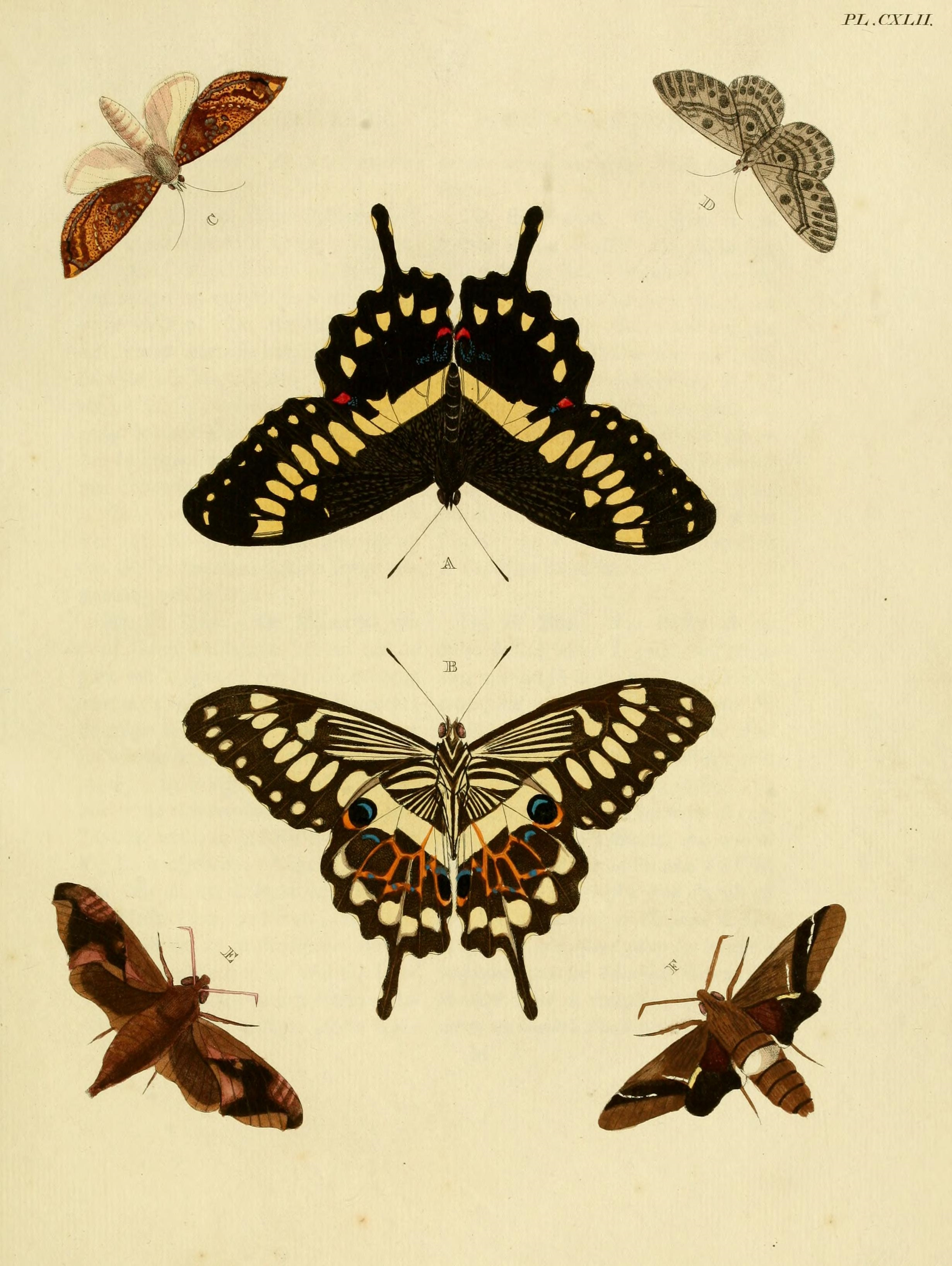
Papilio menestheus, avers et revers (au centre)

## Écologie
La femelle pond ses œufs sur la plante-hôte. Cette espèce utilise comme plante-hôte Zanthoxylum gilletii et les espèces du genre Citrus. La chenille passe par cinq stades avant de se transformer en chrysalide, et la chrysalide est maintenue tête en haut par une ceinture de soie, comme chez les espèces proches. 

Les adultes volent rapidement, le plus souvent à une hauteur de un à six mètres au-dessus du sol et plus occasionnellement dans la canopée. Les deux sexes se nourrissent du nectar des fleurs et les mâles "mud-puddle" et visitent les matières puantes telles que les excréments d'animaux.

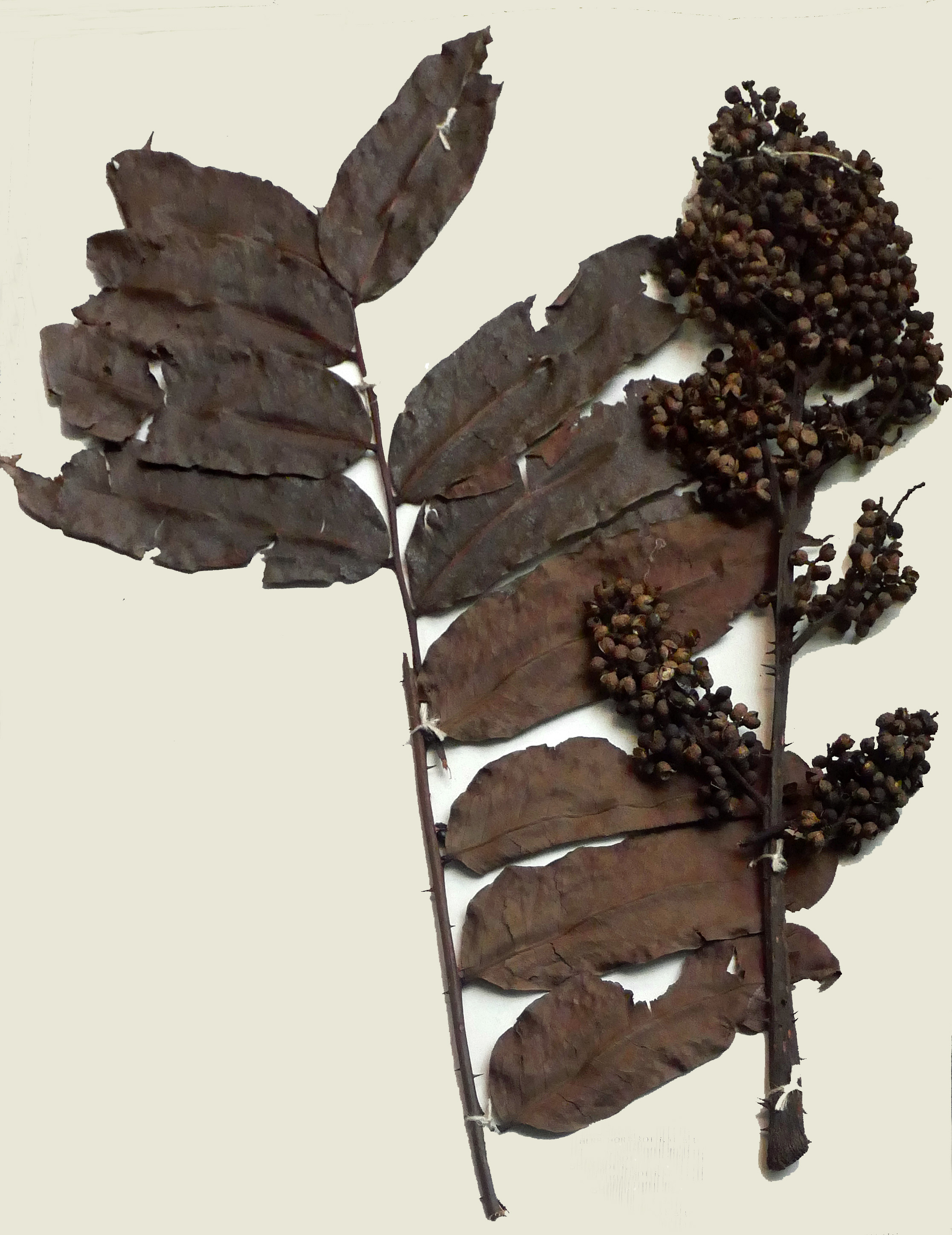
Zanthoxylum gilletii, plante-hôte
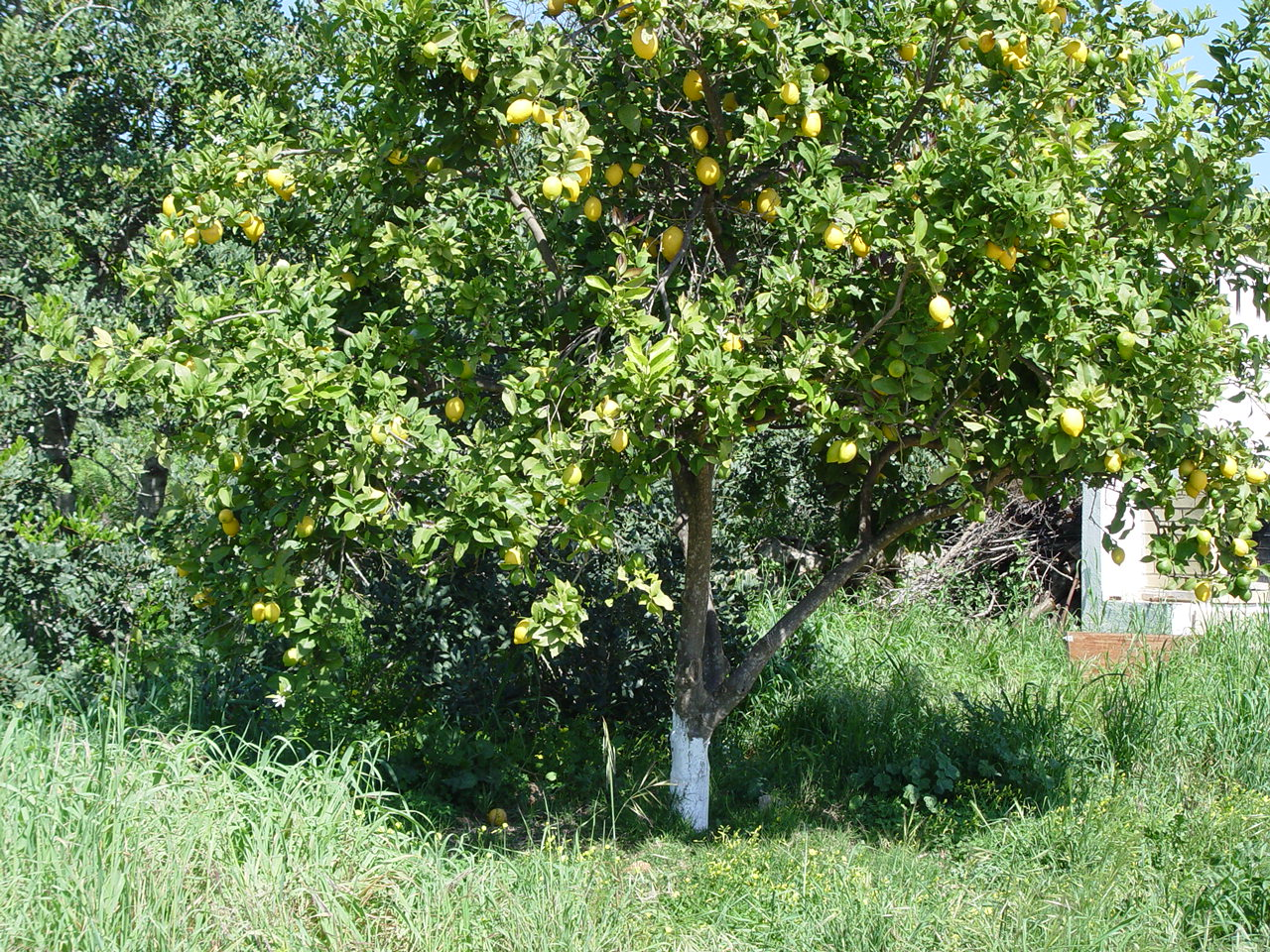
Citrus limon (citronnier), autre plante-hôte

## Habitat et répartition
Papilio menestheus vit en Afrique de l'Ouest et en Afrique centrale (écozone afrotropicale) : Sénégal, Guinée-Bissau, Guinée, Sierra Leone, Liberia, Côte d'Ivoire, Ghana, Bénin, Togo, Nigéria, Cameroun, Guinée équatoriale, Gabon. L'espèce vit dans les forêts et tolère les habitats dégradés, tant que la canopée reste intacte.

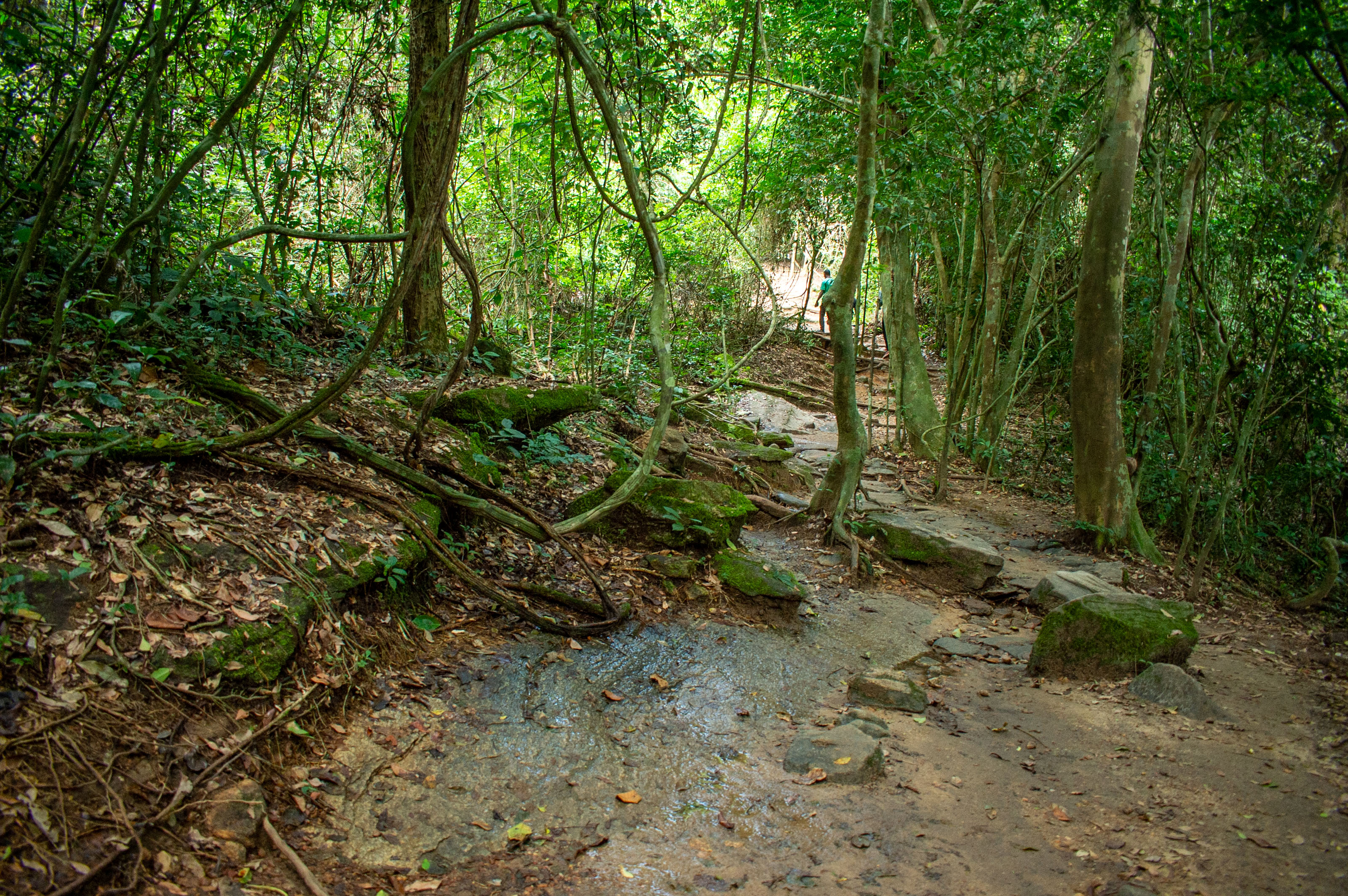
Parc national de Kakum (Ghana)
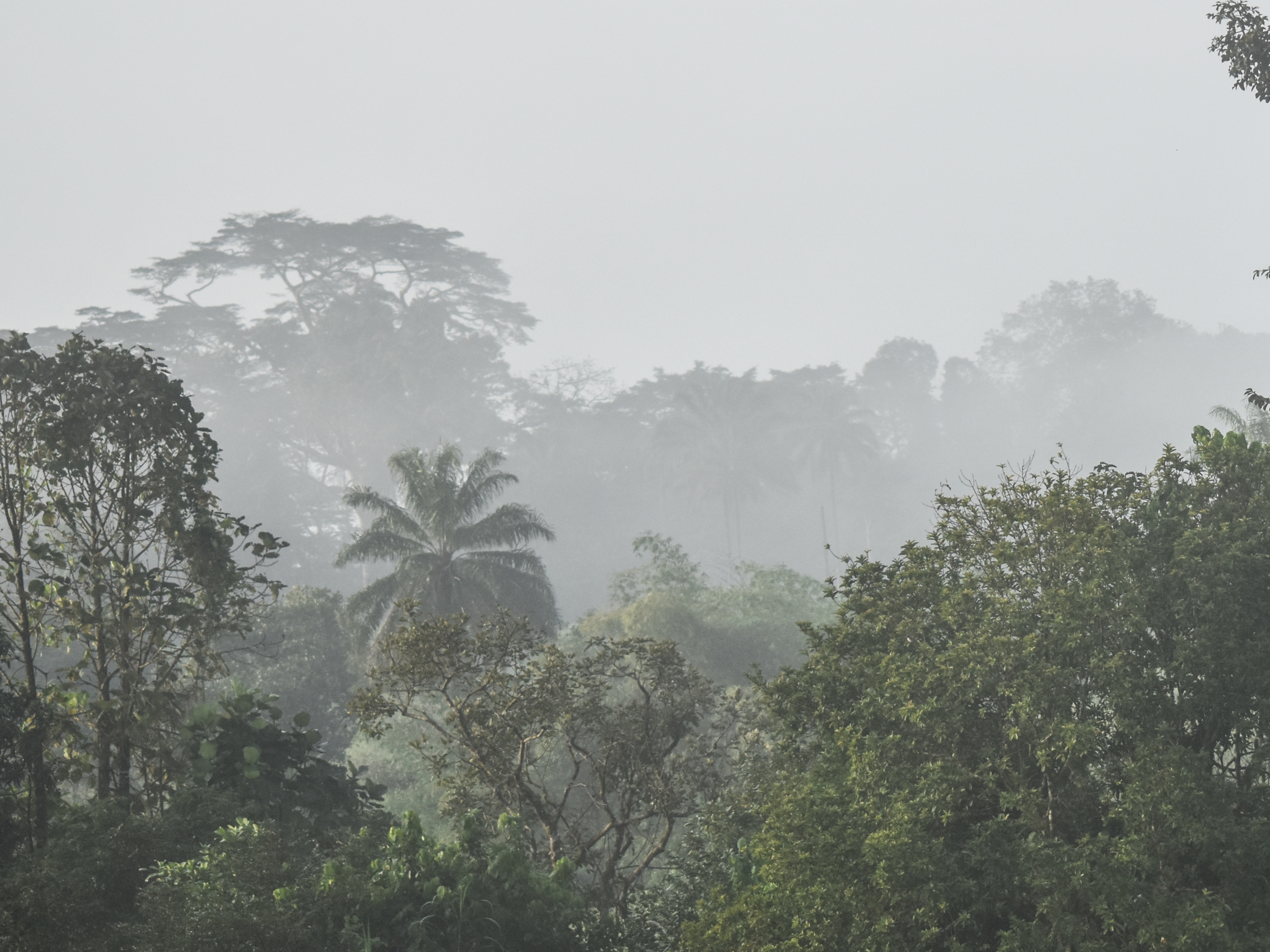
Forêt du massif de Ziama (Guinée)

## Systématique
L'espèce Papilio menestheus a été décrite pour la première fois en 1773 par l'entomologiste Dru Drury dans Illustrations of exotic entomology .

### Sous-espèces
- P. menestheus menestheus : Sénégal, Guinée-Bissau, Guinée, Sierra Leone, Liberia, Côte d'Ivoire, Ghana, Togo, Bénin (sud, central), Nigéria, Cameroun (ouest), Gabon
- P. menestheus canui : Guinée éuatoriale (île de Bioko).

## Papilio menestheuset l'Homme

### Nom vernaculaire
L'espèce est appelée "Western Emperor Swallowtail" en anglais (nom également donné à Papilio horribilis).

### Menaces et conservation
Papilio menestheus n'est pas évaluée par l'UICN. Cette espèce tolère les habitats dégradés et est considérée comme commune dans son milieu naturel.